# Händige Manny
Händige Manny (original Handy Manny) är en animerad TV-serie premiärvisad den 11 november 2006. Serien går på Disney Junior på helgmorgnar och vardagseftermiddagar och på Disney Channel på vardagsmorgnar.
Serien skapades av Roger Bollen, Marilyn Sadler och Emmy Award-vinnaren Rick Gitelson. Animationen är producerad av Toronto-baserade Nelvana.
Dubbningen till svenska och danska sköts av Sun Studio A/S. Serien innehåller även enklare fraser på engelska för att lära de minsta barnen.

## Handling
Serien handlar om Manny Garcia och hans talande verktygs äventyr. Manny har alltid med sig verktygen på äventyr när de ska laga fru Lövgrens tvättmaskin eller hjälpa herr Kumar med porslinshyllorna.

## Rollfigurer
- Manny Garcia, ägare av Händige Manny's reparationsverkstad.
- Kelly, ägare av Stenekulles järnhandel som besöks av Manny och verktygen i varje avsnitt.
- Herr Lovart, ägare av en godisaffär bredvid Mannys verkstad. Lovart är en besserwisser som absolut inte vill ha hjälp.
- Fixar'n, en robothund som Manny bygger åt sina verktyg.

### Verktygen
- Philip (Felipe) – stjärnskruvmejsel
- Skruvert (Turner) – skruvmejsel
- Tänja (Stretch) – måttband
- Knips (Squeeze) – tång
- Pang (Pat) – hammare
- Klinga (Dusty) – såg
- Spännrik (Rusty) – skiftnyckel
- Lampis (Flicker) – ficklampa (Händige Mannys nya verktyg)

### Stadsbor
- Borgmästare Rose – Borgmästaren
- Herr Kumar – Ägaren av porslinsbutiken
- Elliot – Sommarjobbar hos Herr Kumar
- Familjen Lövgren
  - Fru Lövgren
  - Kenneth
  - Stefan
  - Pelle

## Svenska röster
- Manny – Albin Flinkas
- Phillip – Andreas Rothlin Svensson
- Klinga – Therese Reuterswärd / Annika Barklund
- Spännrik – Kristian Ståhlgren
- Skruvert – Fredrik Lycke
- Knipps – Norea Sjöquist
- Pang – Niklas Gabrielsson
- Tänja – Malin My Nilsson
- Herr Lovart – Ole Ornered
- Kelly – Annica Edstam
- Marion – Jessica Strömberg
- Borgmästare Rose – Charlotte Ardai Jennefors
- Mrs Porterman – Zannah Parmenius
- Herman – Peter Sjöquist
- Nordlander – Peter Sjöquist
- Larry Larsson – Peter Sjöquist
- Karin – Zannah Parmenius
- Fru Lövgren – Rebecca Pantzer
- Barn – Amelie Eiding

- Övriga röster – Maria Rydberg, Ulricha Johnsson, Oliver Wallón, Felix Wallón, Lawrence Mackrory
- Dialogregissör – Johan Lejdemyr, Sharon Dyall
- Sånginstruktör – Sharon Dyall
- Översättare – Helena Lindgren, Dick Eriksson
- Inspelningstekniker – Rebecca Pantzer, Fredrik Söderström
- Svensk version producerad av Sun Studio[1]

## Bakom kameran
- Manus: Rick Gitelson, Jeff Wynne
- Regissörer: Ted Bastien, Sue Blue
- Kompositör: Fernando Rivas